# Morro Reatino
Morro Reatino település Olaszországban, Lazio régióban, Rieti megyében. Lakosainak száma 321 fő (2023. január 1.). Morro Reatino Arrone, Colli sul Velino, Polino, Labro és Rivodutri községekkel határos.

## Népesség
A település lakossága az elmúlt években az alábbi módon változott:
| Lakosok száma | 371  | 365  | 321  |
|               | 2017 | 2018 | 2023 |